# Corsicana Lemonade
Corsican Lemonade è il sesto album in studio della band White Denim. L'album è stato pubblicato il 29 ottobre 2013 da Downtown Records.
Pretty Green è stata la prima canzone pubblicata come singolo dall'album. È stato pubblicato il 21 settembre 2013 insieme all'annuncio dell'album. Billboard ha anche dimostrato di essere l'unico ad essere affascinato dal tabellone.
L'album ha debuttato al numero quattro nella classifica di Billboard Heatseekers Albums. L'album ha venduto più di 3 000 copie nella prima settimana. L'album è anche contrassegnato con # 147 su Billboard 200 e rimane l'unico album pubblicato dalla band per la classifica.

## Tracce
1. At Night in Dreams – 4:04
2. Corsicana Lemonade – 3:20
3. Limited by Stature – 2:29
4. New Blue Feeling – 3:18
5. Come Back – 3:19
6. Distant Relative Salute – 3:17
7. Let It Feel Good (My Eagles) – 3:44
8. Pretty Green – 4:09
9. Cheer Up / Blues Ending – 5:33
10. A Place to Start – 4:37